# We All Have Demons
Albums de The Color Morale
My Devil in Your Eyes
(2011)
We All Have Demons est le premier album du groupe américain The Color Morale, sorti en 2009.

## Liste des chansons
| We All Have Demons | We All Have Demons            | We All Have Demons | We All Have Demons | We All Have Demons | We All Have Demons | We All Have Demons | We All Have Demons | We All Have Demons | We All Have Demons |
| No                 | Titre                         | Durée              |                    |                    |                    |                    |                    |                    |                    |
| ------------------ | ----------------------------- | ------------------ | ------------------ | ------------------ | ------------------ | ------------------ | ------------------ | ------------------ | ------------------ |
| 1.                 | The Sage of Washington Oaks   | 1:51               |                    |                    |                    |                    |                    |                    |                    |
| 2.                 | Close Your Eyes and Look Away | 3:35               |                    |                    |                    |                    |                    |                    |                    |
| 3.                 | When One Was Desolate         | 4:15               |                    |                    |                    |                    |                    |                    |                    |
| 4.                 | Humannequin                   | 3:15               |                    |                    |                    |                    |                    |                    |                    |
| 5.                 | Resource: Recourse            | 2:13               |                    |                    |                    |                    |                    |                    |                    |
| 6.                 | A Sponge in the Ocean         | 3:26               |                    |                    |                    |                    |                    |                    |                    |
| 7.                 | Hopes Anchor                  | 4:57               |                    |                    |                    |                    |                    |                    |                    |
| 8.                 | Manumission                   | 1:23               |                    |                    |                    |                    |                    |                    |                    |
| 9.                 | The Man Behind the Hands      | 4:19               |                    |                    |                    |                    |                    |                    |                    |
| 10.                | I, the Jury                   | 5:10               |                    |                    |                    |                    |                    |                    |                    |
| 34:29              |                               |                    |                    |                    |                    |                    |                    |                    |                    |

## Interprètes
- Garret Rapp - chant, claviers
- Ramon Mendoza - guitare,
- John Bross - guitare rythmique, chant
- Justin Hieser - Basse, chant
- Steve Carey - batterie

## Équipe de production[1]
- Joey Sturgis - Producteur, ingénieur, mixage, mastering
- Synapse Design - Direction artistique et design
- Midwestlove Art And Design - logo montage numérique
- Glenn Thomas - photographie